# Eisschrank

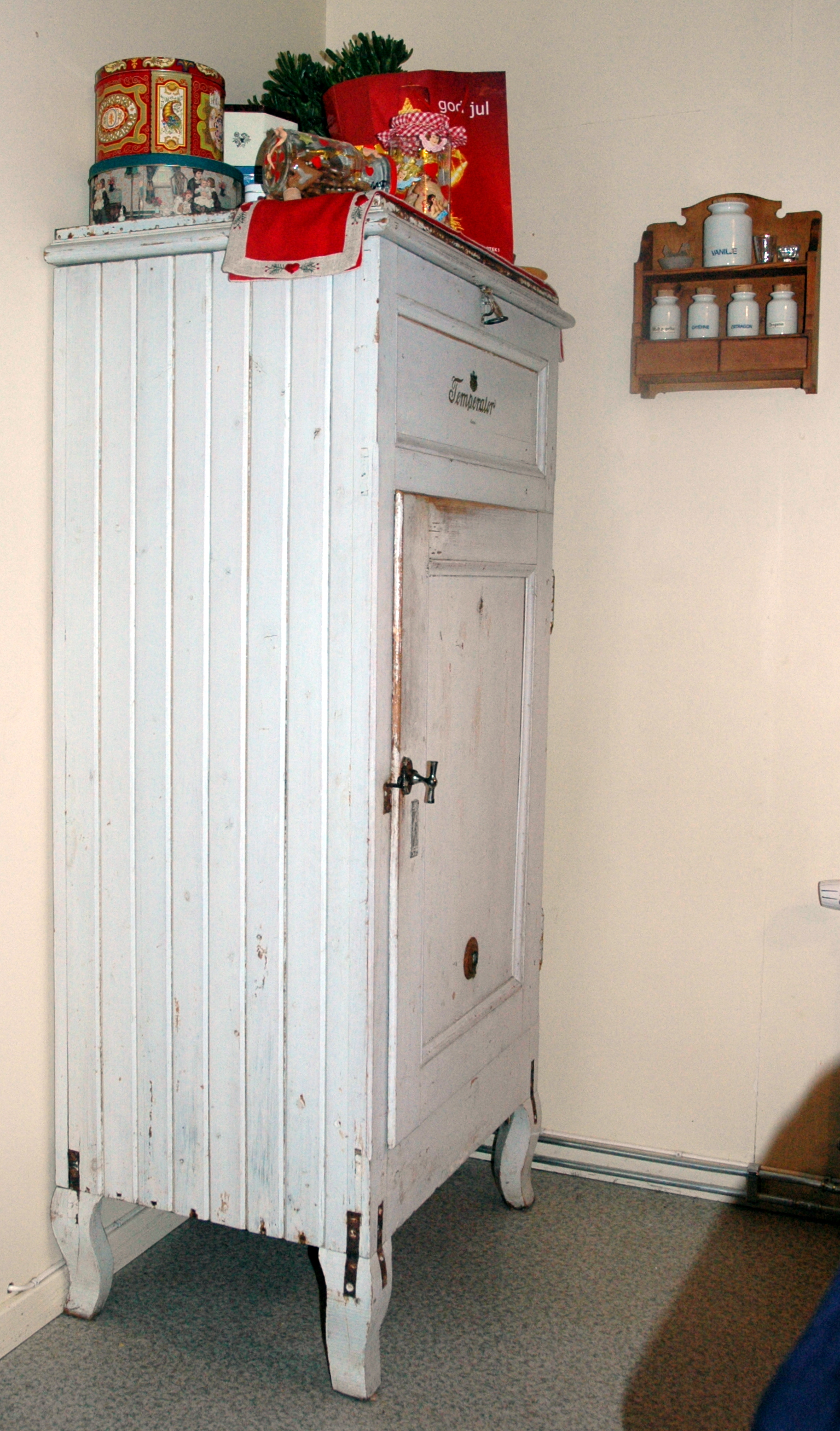
Norwegischer Eisschrank

Der Eisschrank, österreichisch gebräuchlich als Eiskasten, ist der Vorläufer des Kühlschranks als nicht mechanisches Haushaltsgerät zum Kühlen und Frischhalten von Lebensmitteln. Oft wird der Ausdruck umgangssprachlich heute noch für den modernen Kühlschrank verwendet.

## Aufbau
Als Kältequelle diente Eis, das in ein besonderes – zum Schutz vor Korrosion meist mit Zinn oder Zinkblech ausgeschlagenes – Fach mit einem Ablauf für das Schmelzwasser hineingelegt wurde. Das Eis wurde über dem Kühlfach angeordnet (in nordamerikanischen Modellen auch daneben), um die aufsteigende wärmere Luft durch Abkühlung wieder zum Sinken zu bewegen.
Um einen geringen Eisverbrauch zu gewährleisten, durfte das Schmelzwasser nicht mit dem Eis in Berührung bleiben, sondern musste kontinuierlich abfließen.
Der Eisschrank war doppelwandig ausgeführt und innen zur Erleichterung der Reinigung mit Zink oder Glas- bzw. Terrazzoplatten, in luxuriösen Ausführungen bisweilen auch mit Porzellan ausgekleidet. Zur Isolierung diente Haar, Wolle, Baumwolle, Spreu, Häcksel, Kieselgur, Schlackenwolle. Teilweise wurde auch eine mehr oder weniger aufwändige Schichtung von Holz, Holzwerkstoffplatten, Kork, Sägespänen, Torf, Stroh oder auch Seetang verwendet.
Um eine gute Luftkonvektion im Kühlraum zu ermöglichen, lag das Kühlgut auf Holz- oder Drahtgitterrosten. Die wasserdichte Trennung des Eises vom Kühlgut durch das Blech verhinderte, dass sich zu viel Kondenswasser im Kühlraum ansammeln konnte.
Bei einer Umgebungstemperatur von 19° C konnte ein Eisschrank mit 222 Liter Volumen und einem Eisbehälter von 16 kg Fassungsvermögen den Inhalt auf 6,9° C kühlen, wobei der tägliche Eisverbrauch 6 kg betrug.
Charakteristisch für Eiskästen ist äußerlich der an der Vorderfront unten nach vorne austretende Wasserhahn, zumeist ein einfacher Kegelhahn mit Drehhebel, typisch aus Messing, vernickelt. Die Tür ist eher dicker gebaut, um zu isolieren.

## Aufstellort
Bei der Aufstellung eines Eisschranks galten die gleichen Grundsätze wie für die Planung von Vorrats- und Speisekammern. Der Ort des Eisschranks sollte an einer möglichst kühlen, von außen mit Bäumen beschatteten Nordwand, möglichst weit weg von Kaminen, Herden – also auch der warmen Küche – und Sonnenstrahlen sein, um seine unnötige Aufheizung und vorzeitiges Auftauen des Eises zu vermeiden. Vorratskeller, die nicht wärmer als 15 °C wurden, waren oft die bestmöglichen Aufstellungsorte. Alternativ hatten viele Küchen einen sogenannten Eisbalkon.

## Betrieb

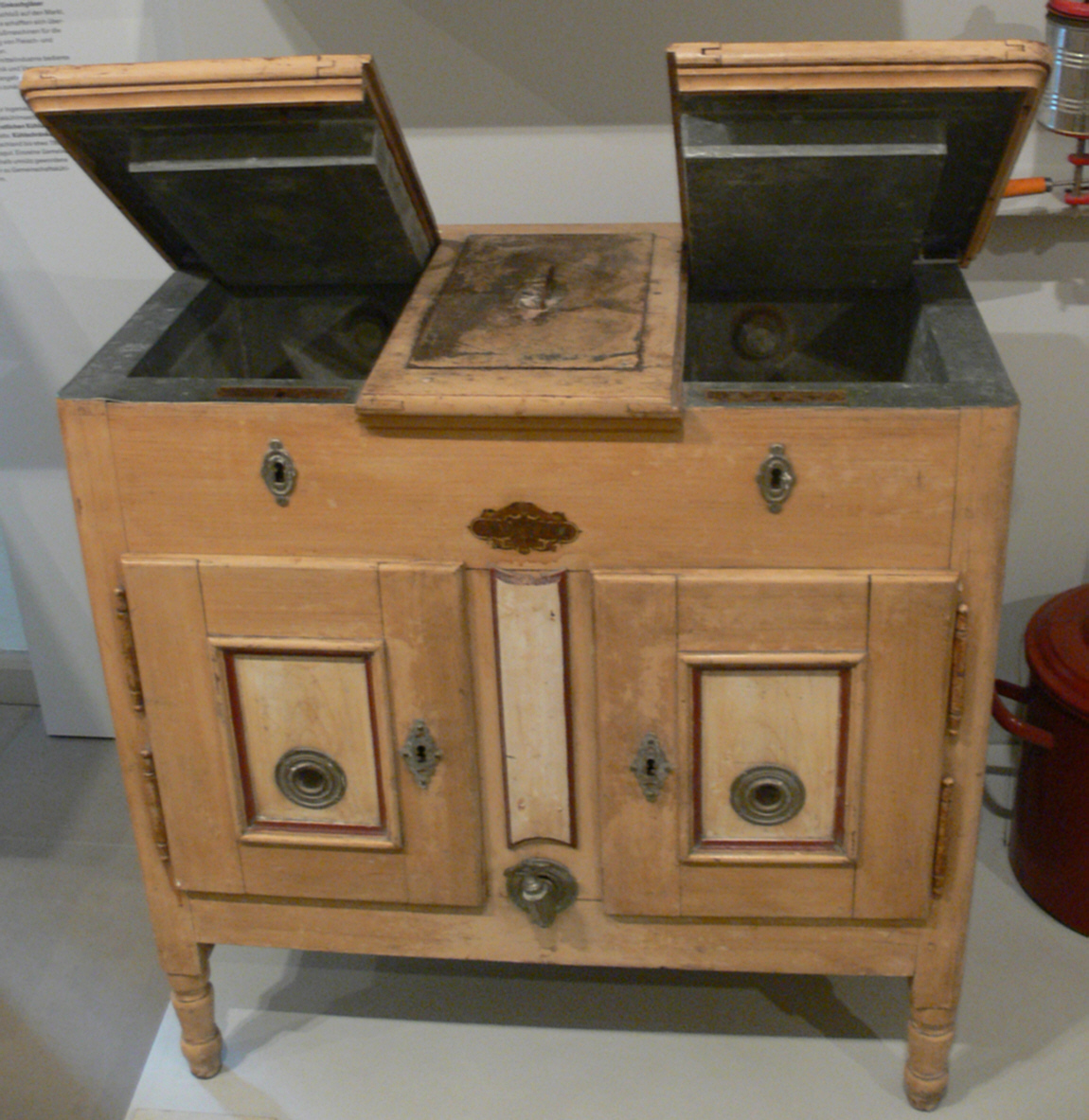
Eisschrank, Stuttgart um 1900

Anfänglich nutzte man im Winter gewonnenes Natureis, das in geeigneten Lagerkellern, den sogenannten Eiskellern, gesammelt werden musste, damit es auch in der wärmeren Jahreszeit zur Verfügung stand.
Die Belieferung der Haushalte und kleinerer Lebensmittelgeschäfte, z. B. der Milchhandlungen, mit Stangeneis oder Blöcken erfolgte mehrmals wöchentlich durch besondere Lieferbetriebe, die analog zu anderen Versorgungsdiensten wie Milchmann und Zeitungsmann häufig Eismann genannt wurden. Besonders komfortable Eisschränke, die in Nordamerika verbreitet waren, konnten von der Rückwand aus mit Eis befüllt werden, ohne dem Lieferanten Zutritt zur Wohnung gewähren zu müssen.
Täglich musste das Eiswasser, meist durch einen kleinen Wasserhahn, entleert werden. Bei einfacheren Ausführungen tropfte das Wasser in eine Schüssel unter dem Schrank, die von Hand entleert werden musste.
Die zu kühlenden Speisen sollten mit dem Eis nicht direkt in Berührung kommen, da das Eis nicht unbedingt aus Trinkwasser bestand oder durch die monatelange Lagerung zumindest Qualitätseinbußen erlitt. Zum anderen sollten die Lebensmittel aus hygienischen Gründen nicht auf den Kühlrosten direkt liegen, damit sie nicht das Innere des Schrankes verunreinigen konnten.

## Geschichte

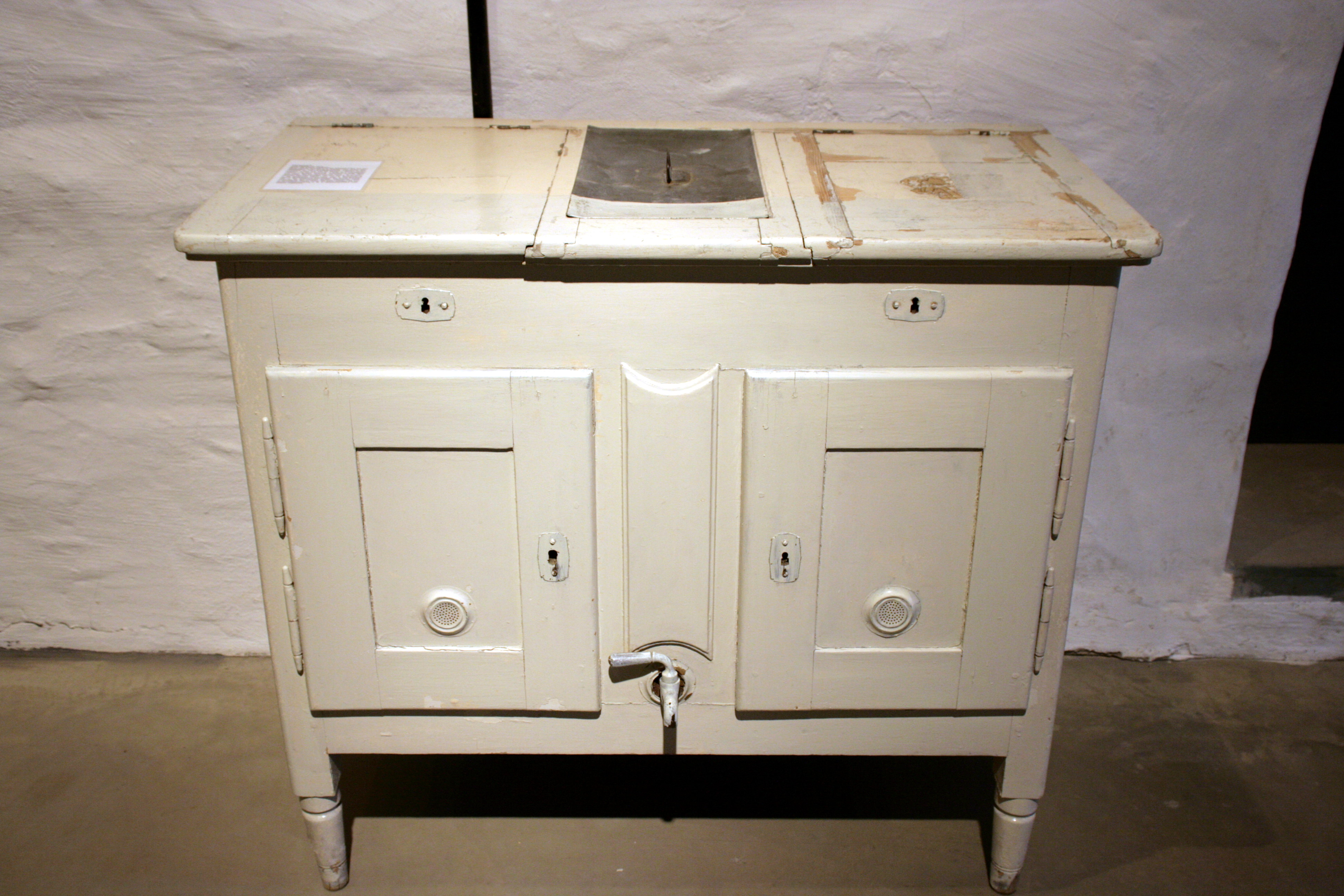
Ein Eisschrank im Osnabrücker Museum Industriekultur

Eisschränke haben sich in wohlhabenden Haushalten zu Ende des 19. Jahrhunderts im deutsch-österreichischen Raum etabliert und sind als Produkt gereift. Sie fanden sich zudem eher in städtischen Haushalten, wo das notwendige Eis leichter zu beschaffen war als auf dem Land. Wien wird als Wiege des transportablen Eisreservoirs angenommen. Die Entwicklung des mechanischen und bequemeren Kühlschranks verdrängte den Eisschrank, in Nordamerika bereits in den 1930er, in Europa ab etwa den 1950er Jahren.

### Hersteller um 1896
Ernst Nöthling ordnet 1896 folgende als bekanntere Hersteller ein:
- Herman Delin, Berlin N., Chorinerstraße 9
- C. Fiedler, Berlin C., Neue Grünstraße 10
- F. Krieg (Inhaber O. Wendt), Berlin SO., Skalitzerstraße 136
- Heinrich Sackhoff, Berlin SW., Zimmerstraße 79
- Theodor Weigele, Berlin S., Alte Jakobstraße 50
- Zeppernick & Harz, Berlin SW., Gitschiner Straße 108
- Ludwig Düring in Breslau, Kaiser Wilhelmstraße 9
- Schmidt & Keerl in Kassel
- R. v. Bandel, Dresden, Blasewitzer Straße 37d
- Vereinigte Eschebach’sche Werke, Aktiengesellschaft, Dresden und Radeberg
- Gebrüder Gieße, Dresden-Neustadt
- Fr. Reindel, Dresden-Neustadt, Turnerweg 1
- Werner & Bardach, Düsseldorf, Bilker Allee 49
- A. M. J. Rieper & Komp., Hamburg und Ottensen
- August Schilder, Liegnitz
- A. Cäsar Schmidt, Stettin, Roßmarktstraße 17
- C. F. Kirchhof’s Söhne, Wien IV, Schaumburgergasse 8
- Emil Stuck in Leipzig
- ULEIFA Ulmer Eisschrankfabrik A.u.E. Hummel KG
- Wiesner & Fiedler, Wien